# Alphasyllabaire âhom

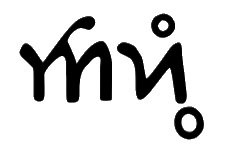
Âhom écrit en alphasyllabaire âhom.

L’alphasyllabaire âhom est un ancien alphasyllabaire utilisé pour écrire les langues Tai Âhom, parlées dans la vallée du Brahmapoutre, dans l'État indien de l'Assam, entre les XIIIe et XVIIIe siècles.
L’alphasyllabaire âhom semble être dérivé de la brahmi, la racine de presque toutes les écritures de l'Inde.
Comme la plupart des alphasyllabaires, chaque symbole possède une voyelle inhérente, [a]. Des diacritiques indiquent la présence d'autres voyelles ou d'une consonne médiale ou liante supplémentaire dans la syllabe, qui peuvent se trouver au-dessus, en dessous, à droite ou parfois à gauche de la lettre.

## Représentation informatique
La plage de caractères Unicode prévue pour l’alphasyllabaire âhom s'étend de U+11700 à U+1173F.
| en fr   | 0 | 1 | 2 | 3 | 4 | 5 | 6 | 7 | 8 | 9 | A | B | C | D | E | F |
| ------- | - | - | - | - | - | - | - | - | - | - | - | - | - | - | - | - |
| U+11700 | 𑜀 | 𑜁 | 𑜂 | 𑜃 | 𑜄 | 𑜅 | 𑜆 | 𑜇 | 𑜈 | 𑜉 | 𑜊 | 𑜋 | 𑜌 | 𑜍 | 𑜎 | 𑜏 |
| U+11710 | 𑜐 | 𑜑 | 𑜒 | 𑜓 | 𑜔 | 𑜕 | 𑜖 | 𑜗 | 𑜘 | 𑜙 | 𑜚 |   |   | 𑜀𑜝 | 𑜀𑜞 | 𑜀𑜟 |
| U+11720 | 𑜀𑜠 | 𑜀𑜡 | 𑜀𑜢 | 𑜀𑜣 | 𑜀𑜤 | 𑜀𑜥 | 𑜀𑜦 | 𑜀𑜧 | 𑜀𑜨 | 𑜀𑜩 | 𑜀𑜪 | 𑜀𑜫 |   |   |   |   |
| U+11730 | 𑜰 | 𑜱 | 𑜲 | 𑜳 | 𑜴 | 𑜵 | 𑜶 | 𑜷 | 𑜸 | 𑜹 | 𑜺 | 𑜻 | 𑜼 | 𑜽 | 𑜾 | 𑜿 |
| U+11740 | 𑝀 | 𑝁 | 𑝂 | 𑝃 | 𑝄 | 𑝅 | 𑝆 |   |   |   |   |   |   |   |   |   |

Voir aussi : Table des caractères Unicode/U11700
Le code ISO 15924 du l’alphasyllabaire âhom est Ahom.